# ديفل ماي كراي 5
ديفل ماي كراي 5 (بالإنجليزية: Devil May Cry 5) هي لعبة فيديو من نوع الأكشن -المغامرات والتقطيع والذبح من تطوير ونشر شركة كابكوم.اللعبة جزء من سلسلة ديفل ماي كراي ، صدرت في مارس 2019. 

## الاستقبال